# Р322
Автодорога Р322 «Іжевськ-Сарапул» — автодорога в Росії, проходить по території Республіки Удмуртії. Довжина дороги 54 км.
Автодорога починається в місті Іжевську, столиці Удмуртії. Проходить на схід через Зав'яловський та Сарапульський райони, закінчується в місті Сарапулі. В народі дорога отримала назву Сарапульський тракт.

## Маршрут
Місто Іжевськ
- 0 км — перетин вулиць Магістральної із Маяковського;
- 2 км — міст через річку Іж;
- 3 км — мікрорайони Радгосп Металург та Медведєво;

Зав'яловський район
- 5 км — присілок Новий Чультем: міст через річку Чультемка;
- 7 км — присілок Старий Чультем;
- 10 км — перетин з Південною окружною дорогою;
- 11 км — присілок Кам'яне;
- 12 км — міст через річку Кенка;
- 13 км — присілок Старі Кени;
- 21 км — присілок Байкузино;
- 34 км — присілок Пальники;

Сарапульський район
- 38 км — міст через річку Яромаска;
- 40 км — присілок Дикуші;
- 45 км — присілок Дев'ятово;
- 49 км — присілок Отуниха;
- 53 км — присілок Пастухово;
- 54 км — місто Сарапул: перетин вулиць 8 Березня і Путейської.